# Anolis oculatus
Anolis oculatus este o specie de șopârle din genul Anolis, familia Polychrotidae, descrisă de Cope 1879. A fost clasificată de IUCN ca specie cu risc scăzut.

## Subspecii
Această specie cuprinde următoarele subspecii:
- A. o. oculatus
- A. o. montanus
- A. o. cabritensis
- A. o. winstoni